# 利鲁唑
利鲁唑是赛诺菲推出的一种用来治疗肌萎缩性脊髓侧索硬化症的药物。它可以延迟部分病人依靠医用呼吸机或进行氣管切開術的时间，从而延长约两至三个月的生命。

## 医学应用

### 肌萎缩性脊髓侧索硬化症
一些迹象表明使用的剂量越高，对病人的改善越好，但是此药每片的价格较高，用药成本较为昂贵。回顾表明，长期服用利鲁唑病人延长一年生命的可能性为9%。一份荷兰的研究认为利鲁唑在男子体内和在女子体内的代谢不同，另外吸烟或使用奥美拉唑会降低病人血清裏利鲁唑的浓度。

### 心理治疗使用
一些近来的研究认为利鲁唑可能对情绪失常和焦虑症起抑制作用。针对重性抑郁障碍它有抗抑郁药的性能。针对强迫症和广泛性焦虑症

## 副作用
非常常见（可能性高于10%）：
- 晕眩
- 虚弱
- 肺功能降低

常见（可能性在1-10%之间）：
- 头痛
- 头晕
- 睡意
- 呕吐
- 腹痛
- 转氨酶增高

不常见（可能性在0.1至1%之间）：
- 胰腺炎
- 間質性肺病

少见（可能性低于0.1%）：
- 嗜中性白血球低下
- 过敏

### 禁忌
在以下情况下禁用：已知对利鲁唑及药片内其它成文反应敏感、肝病、怀孕或正在哺乳。

### 反应
由于利鲁唑的代谢需要CYP1A2，这个细胞色素的基底、抑止剂和诱导剂可能和利鲁唑相互作用。

### 过量
过量的症状包括：神经和心理症状、急性脑中毒昏迷、昏迷和正鐵血紅蛋白血症。紧急使用亚甲蓝可以迅速回转严重正鐵血紅蛋白血症。

## 原理
利鲁唑抑制与被损伤的神经有关的对河豚毒素敏感的钠通道。利鲁唑与谷氨酸受体之间的相互作用有争议，至今为止没有任何已知的受体和它结合。由于它抗谷氨酸的反应在钠通道被抑制的情况下依然可以被观察到，其原理与钠通道是否有关不明。它刺激谷氨酸吸收的作用似乎是它的大多数效应的原因。除了它清除突触的谷氨酸外它可能也防止突触终端释放谷氨酸。这些效应一起可以大量地降低谷氨酸信号和间接地导致它对谷氨酸的抑制作用。